# Wapen van Mheer

Het wapen van Mheer

Het wapen van Mheer werd op 28 juni 1967 per Koninklijk Besluit aan de Nederlands Limburgse gemeente Mheer toegekend. De gemeente is in 1982 opgegaan in de gemeente Margraten, waarna het wapen van Mheer is komen te vervallen als gemeentewapen.

## Blazoenering
De blazoenering van het wapen luidt als volgt:
Gevierendeeld; I in keel 3 zwanen van zilver, staande 2 en 1; II in goud drie palen van azuur met een schildhoofd van keel, beladen met een zespuntige ster van goud; III in keel een schild van zilver, vergezeld van negen zoomsgewijs geplaatste gouden schelpen, 4 aan de bovenzijde, 2 aan de zijkanten en 1 aan de onderzijde; IV in zilver een geweerhaakte kram van sabel, met de opening naar beneden.
Het wapen is opgedeeld in vier kwartieren. Het eerste is rood met daarin drie zilveren zwanen, twee boven en een onder. Het tweede kwartier is van goud met daarop drie blauwe palen en in het rode schildhoofd een gouden ster van zes punten. Het derde deel is rood van kleur met daarop een zilveren schildje omgeven door negen gouden schelpen. De schelpen zijn zoomsgewijs geplaatst. De plaats waar de schelpen staan is ook aangegeven: vier boven het schild, aan elke zijde twee en onder het schild nog een. Het vierde kwartier is van zilver met daarop een zwarte kram met weerhaken. De kram is met de opening naar beneden geplaatst.

## Herkomst

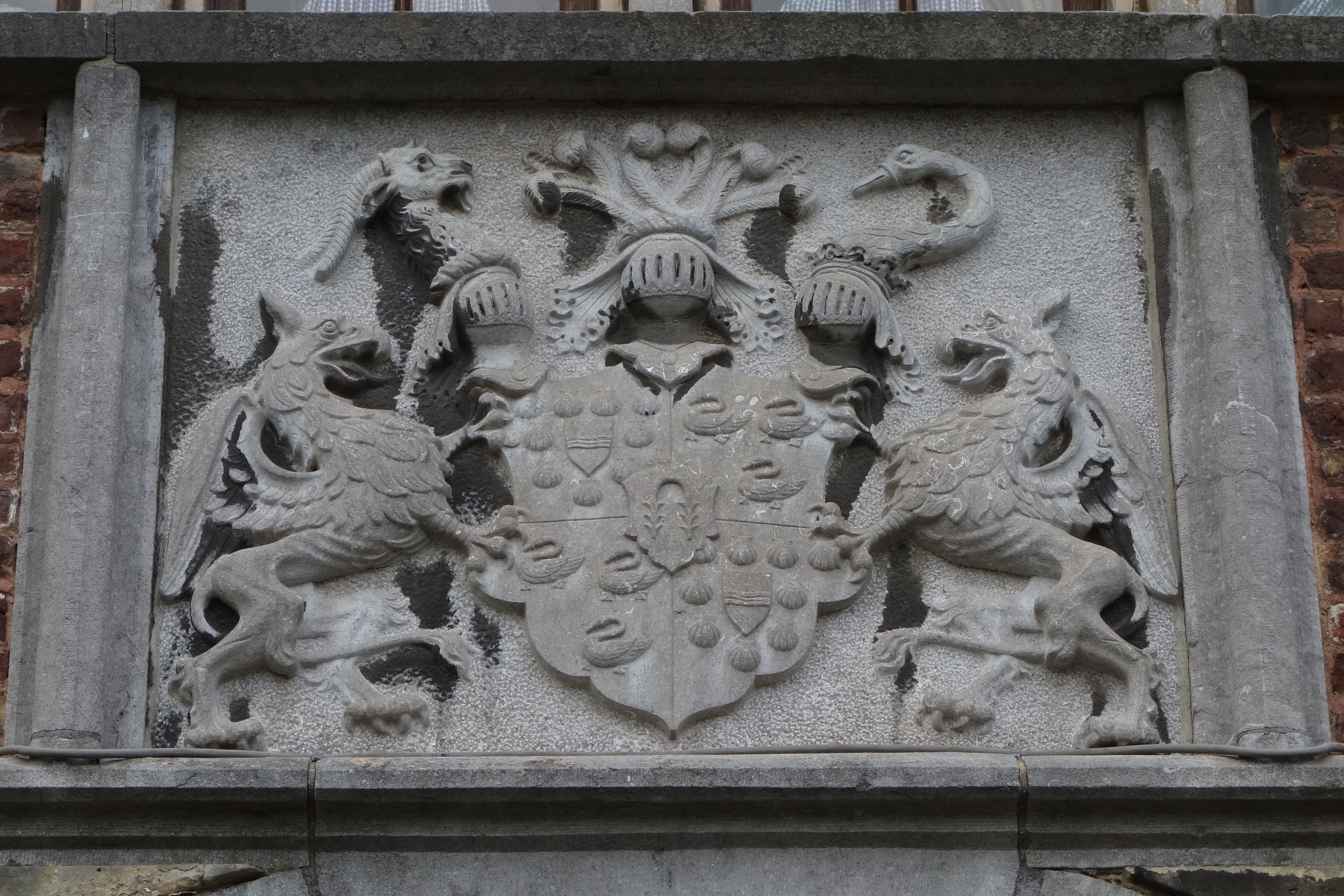
Familiewapen boven de slotpoort van het Kasteel van Mheer, met de zwanen van Van Mere, de schelpen van Van Imstenraedt en de kram van De Loë.

Het wapen bestaat uit (delen van) familiewapens. Het eerste kwartier is gebaseerd op het wapen van Van Mere, het tweede op dat van Van Liebeek, het derde op dat van Van Imstenraedt en het vierde op dat van Von Loh/De Loë. Dit deel is tevens gelijkend aan het wapen van 's Gravenvoeren.
Van de heerlijkheid Mheer is een zegel bekend, het jaar is onbekend. Het heerlijkheidszegel toonde de heilige Lambertus naar heraldisch links gewend (voor de kijker rechts).
Ambt Montfort
· Amby
· Amstenrade
· Arcen en Velden
· Baexem
· Beegden
· Beek
· Belfeld
· Bemelen
· Berg en Terblijt
· Bingelrade
· Bocholtz
· Borgharen
· Born
· Broekhuizen
· Broeksittard 
· Buggenum
· Bunde
· Cadier en Keer
· Echt 
· Eijsden
· Elsloo
· Eygelshoven
· Geleen
· Gennep
· Geulle
· Grathem
· Grevenbicht
· Gronsveld
· Grubbenvorst
· Gulpen 
· Haelen
· Heel
· Heel en Panheel
· Heer
· Helden
· Herten
· Heythuysen
· Hoensbroek
· Horn
· Horst
· Houthem
· Hulsberg
· Hunsel
· Itteren
· Jabeek
· Kessel
· Klimmen
· Limbricht
· Linne
· Maasbracht
· Maasbree
· Maasniel
· Margraten
· Meerlo
· Meerlo-Wanssum
· Meerssen
· Meijel
· Melick en Herkenbosch
· Merkelbeek
· Mheer
· Montfort
· Munstergeleen
· Neer
· Neeritter
· Nieuwenhagen
· Nieuwstadt
· Noorbeek
· Nuth
· Onderbanken
· Obbicht en Papenhoven
· Ohé en Laak
· Oirsbeek
· Ottersum
· Oud-Valkenburg
· Oud-Vroenhoven
· Posterholt
· Roggel
· Roggel en Neer
· Roosteren
· Schaesberg
· Schimmert
· Schinnen
· Schinveld
· Sevenum
· Simpelveld
· Sint Geertruid
· Sint Odiliënberg
· Sint Pieter
· Sittard
· Slenaken
· Spaubeek
· Stramproy
· Stevensweert
· Susteren
· Swalmen
· Tegelen
· Thorn
· Ubach over Worms
· Ulestraten
· Urmond
· Valkenburg
· Vlodrop
· Wanssum
· Wessem
· Wijlre
· Wijnandsrade
· Wittem